# Fußball-Bezirksklasse Württemberg 1939/40
Die Fußball-Bezirksklasse Württemberg 1939/40 (ab 1940 1. Klasse Württemberg) war die siebente Spielzeit der Fußball-Bezirksklasse Württemberg im Sportgau Württemberg. Sie diente als Unterbau der Gauliga Württemberg. 
Durch Beginn des Zweiten Weltkrieges verzögerte sich reichsweit der Spielbeginn der verschiedenen Fußballklassen. In Württemberg wurden zur Überbrückung verschiedene Stadt- und Kriegsmeisterschaften ausgetragen. Erst im Dezember 1939 wurde die vorläufige Einteilung der Bezirksklasse und der Beginn im Januar 1940 mitgeteilt. Dabei wurden die bestehenden sechs Abteilungen nochmals in je zwei Staffeln unterteilt und im Rundenturnier mit Hin- und Rückspiel ausgetragen. Die jeweils beiden Staffelsieger trafen dann in Finalspielen aufeinander, um den Abteilungsmeister und Teilnehmer an der Aufstiegsrunde zu ermitteln. Bereits nach zwei Spieltagen wurde die Einteilung der Vereine in die einzelnen Abteilungen und Staffeln teilweise erneut geändert. Der letzte Spieltag der Bezirksklasse war am 6. Juli 1940.
In der anschließenden Aufstiegsrunde setzten sich die SpVgg Untertürkheim und die Sportfreunde Esslingen durch und spielten im kommenden Jahr erstklassig.

## Abteilung 1 Unterland

### Staffel Heilbronn
Kreuztabelle
| 1939/40                 | NGA | HBR  | VfR Heilbronn | HAL | BÖC | KNO | SON | NUL |
| ----------------------- | --- | ---- | ------------- | --- | --- | --- | --- | --- |
| SV Neckargartach        |     | 5:2  | 5:0           | 1:1 | 5:0 | 7:1 | 1:0 | 6:3 |
| SpVgg Heilbronn         | 2:0 |      | 2:3           |     | 4:2 | 1:1 | 3:1 | 4:3 |
| VfR Heilbronn           | 2:1 | 1:1  |               | 3:2 | 6:0 | 7:2 | 5:2 |     |
| SV Hall                 | 2:1 | 4:2  | 0:1           |     | 1:4 | 1:0 | 5:4 | 3:2 |
| Jahn Böckingen          | 0:3 | 1:3  | 2:2           | 4:3 |     | 0:4 | 2:1 | 4:3 |
| WKG BSG Knorr Heilbronn | 1:3 | 1:8  | 1:2           | 7:3 | 1:4 |     | 6:3 | 5:1 |
| VfB Sontheim            | 0:3 | 0:5  | 4:3           | 7:2 |     | 5:1 |     | 4:0 |
| SV Neckarsulm           | 0:4 | 2:10 | 3:2           | 5:2 | 4:0 | 2:2 |     |     |

Abschlusstabelle
| Pl. | Verein                  | Sp. | S  | U | N | Tore    | Quote | Punkte |
| --- | ----------------------- | --- | -- | - | - | ------- | ----- | ------ |
| 1.  | SV Neckargartach        | 14  | 10 | 1 | 3 | 045:140 | 3,21  | 21:70  |
| 2.  | SpVgg Heilbronn (M)     | 13  | 8  | 2 | 3 | 047:240 | 1,96  | 18:80  |
| 3.  | VfR Heilbronn           | 13  | 8  | 2 | 3 | 037:250 | 1,48  | 18:80  |
| 4.  | SV Hall (N)             | 13  | 5  | 1 | 7 | 029:410 | 0,71  | 11:15  |
| 5.  | Jahn Böckingen (N)      | 13  | 5  | 1 | 7 | 029:410 | 0,71  | 11:15  |
| 6.  | WKG BSG Knorr Heilbronn | 14  | 4  | 2 | 8 | 033:470 | 0,70  | 10:18  |
| 7.  | VfB Sontheim            | 12  | 4  | 0 | 8 | 031:360 | 0,86  | 08:16  |
| 8.  | SV Neckarsulm (N)       | 12  | 3  | 1 | 8 | 028:460 | 0,61  | 07:17  |

| (M) | Vorjahresmeister                |
| (N) | Aufsteiger aus den Kreisklassen |

### Staffel Ludwigsburg
Kreuztabelle
| 1939/40                    | LUD | MGR | KOR | BAC | BES  | BIE | ASP |
| -------------------------- | --- | --- | --- | --- | ---- | --- | --- |
| SpVgg 07 Ludwigsburg       |     | 2:1 | 4:3 | 3:0 | 11:1 | 3:1 | 4:0 |
| FV Markgröningen           | 4:1 |     | 5:3 | 3:1 | 8:0  | 7:1 |     |
| FV Salamander Kornwestheim | 1:1 | 3:0 |     | 3:2 | 3:1  | 5:2 | 7:1 |
| FV Backnang                | 1:2 | 2:3 | 5:3 |     | 6:1  | 2:0 | 5:0 |
| SSV Besigheim              | 4:5 | 0:4 | 6:1 | 2:2 |      | 3:1 |     |
| Germania Bietigheim        | 0:5 |     | 2:3 | 2:3 | 4:3  |     |     |
| SpVgg Asperg               | 1:4 | 2:2 | 2:5 |     | 5:7  |     |     |

Abschlusstabelle
| Pl. | Verein                     | Sp. | S  | U | N | Tore    | Quote | Punkte |
| --- | -------------------------- | --- | -- | - | - | ------- | ----- | ------ |
| 1.  | SpVgg 07 Ludwigsburg       | 12  | 10 | 1 | 1 | 045:170 | 2,65  | 21:30  |
| 2.  | FV Markgröningen (N)       | 10  | 7  | 1 | 2 | 037:150 | 2,47  | 15:50  |
| 3.  | FV Salamander Kornwestheim | 12  | 7  | 1 | 4 | 040:310 | 1,29  | 15:90  |
| 4.  | FV Backnang                | 11  | 5  | 1 | 5 | 029:220 | 1,32  | 11:11  |
| 5.  | SSV Besigheim (N)          | 11  | 3  | 1 | 7 | 028:500 | 0,56  | 07:15  |
| 6.  | Germania Bietigheim (N)    | 9   | 1  | 0 | 8 | 013:340 | 0,38  | 02:16  |
| 7.  | SpVgg Asperg               | 7   | 0  | 1 | 6 | 011:340 | 0,32  | 01:13  |

| (N) | Aufsteiger aus den Kreisklassen |

### Finale Unterland
| Datum         |                      | Ergebnis |                      |
| ------------- | -------------------- | -------- | -------------------- |
| 30. Juni 1940 | SV Neckargartach     | 1:0      | SpVgg 07 Ludwigsburg |
| 7. Juli 1940  | SpVgg 07 Ludwigsburg | 5:0      | SV Neckargartach     |
| Gesamt:       | SV Neckargartach     | 1:5      | SpVgg 07 Ludwigsburg |

## Abteilung 2 Stuttgart

### Staffel Filder
Kreuztabelle
| 1939/40                       | GAI | SpVgg Renningen | BÖB | TSV Georgii Allianz Stuttgart | FEU  | VAI  |
| ----------------------------- | --- | --------------- | --- | ----------------------------- | ---- | ---- |
| TSG Gaisburg                  |     | +:-             | 4:2 | 3:0                           | 7:1  | 10:2 |
| SpVgg Renningen               | 1:0 |                 | 3:0 | 1:2                           | 7:2  | 3:0  |
| VfB Böblingen                 | 2:2 | 6:1             |     |                               | 4:0  | 3:0  |
| TSV Georgii-Allianz Stuttgart | 3:2 | 1:3             |     |                               | 13:0 | 3:1  |
| TV Feuerbach                  | 1:2 | 2:3             | 3:3 | 6:0                           |      | 2:1  |
| SpVgg Vaihingen               | 1:4 | 3:4             | 3:4 | 5:1                           |      |      |

Abschlusstabelle
| Pl. | Verein                        | Sp. | S | U | N | Tore    | Quote | Punkte |
| --- | ----------------------------- | --- | - | - | - | ------- | ----- | ------ |
| 1.  | VfR Gaisburg                  | 10  | 7 | 1 | 2 | 034:130 | 2,62  | 15:50  |
| 2.  | SpVgg Renningen               | 10  | 7 | 0 | 3 | 026:160 | 1,63  | 14:60  |
| 3.  | VfB Böblingen                 | 8   | 4 | 2 | 2 | 024:160 | 1,50  | 10:60  |
| 4.  | TSV Georgii Allianz Stuttgart | 8   | 4 | 0 | 4 | 023:210 | 1,10  | 08:80  |
| 5.  | TV Feuerbach (N)              | 9   | 2 | 1 | 6 | 017:400 | 0,43  | 05:13  |
| 6.  | SpVgg Vaihingen               | 9   | 1 | 0 | 8 | 016:340 | 0,47  | 02:16  |

| (N) | Aufsteiger aus den Kreisklassen |

### Staffel Neckar
Kreuztabelle
| 1939/40             | UTÜ | HED | URB | SVS | MÜN | OTÜ |
| ------------------- | --- | --- | --- | --- | --- | --- |
| SpVgg Untertürkheim |     | 4:2 |     | 5:0 | 6:1 | 5:2 |
| TSK Hedelfingen     | +:- |     | 1:4 | 3:2 | 1:3 | 5:0 |
| FC Urbach           | 2:3 | 4:3 |     | 3:0 | 2:4 | 4:3 |
| SV Schorndorf       | 2:8 | 2:0 |     |     | 4:0 | 5:2 |
| TSV Münster         | 1:6 | 4:5 | 4:1 | 9:2 |     | 1:2 |
| VfB Obertürkheim    | 1:1 | 2:3 | 3:0 | 2:5 | 3:1 |     |

Abschlusstabelle
| Pl. | Verein              | Sp. | S | U | N | Tore    | Quote | Punkte |
| --- | ------------------- | --- | - | - | - | ------- | ----- | ------ |
| 1.  | SpVgg Untertürkheim | 9   | 7 | 1 | 1 | 038:110 | 3,45  | 15:30  |
| 2.  | TSK Hedelfingen (N) | 10  | 5 | 0 | 5 | 023:250 | 0,92  | 10:10  |
| 3.  | FC Urbach           | 8   | 4 | 0 | 4 | 020:210 | 0,95  | 08:80  |
| 4.  | SV Schorndorf (N)   | 9   | 4 | 0 | 5 | 020:210 | 0,95  | 08:10  |
| 5.  | TSV Münster         | 10  | 4 | 0 | 6 | 028:320 | 0,88  | 08:12  |
| 6.  | VfB Obertürkheim    | 10  | 3 | 1 | 6 | 020:300 | 0,67  | 07:13  |

| (N) | Aufsteiger aus den Kreisklassen |

### Finale Stuttgart
| Datum         |                     | Ergebnis |                     |
| ------------- | ------------------- | -------- | ------------------- |
| 23. Juni 1940 | TSG Gaisburg        | 1:4      | SpVgg Untertürkheim |
| 7. Juli 1940  | SpVgg Untertürkheim | 2:3      | TSG Gaisburg        |
| Gesamt:       | TSG Gaisburg        | 4:6      | SpVgg Untertürkheim |

## Abteilung 3 Zollern

### Staffel Achalm
Kreuztabelle
| 1939/40               | SSV Reutlingen | PFU | TÜB | ENI | SPF  |
| --------------------- | -------------- | --- | --- | --- | ---- |
| SSV Reutlingen 05     |                | 6:2 | 4:2 |     | 9:0  |
| VfB Pfullingen        | 0:4            |     | 4:1 | 2:1 | 12:0 |
| SV 03 Tübingen        | 0:5            | 7:0 |     | 5:1 | 3:0  |
| TSV Eningen           |                | 1:2 | 0:0 |     | 3:2  |
| Sportfreunde Tübingen | 2:4            | 6:5 | 3:1 | 3:4 |      |

Abschlusstabelle
| Pl. | Verein                | Sp. | S | U | N | Tore    | Quote | Punkte |
| --- | --------------------- | --- | - | - | - | ------- | ----- | ------ |
| 1.  | SSV Reutlingen 05     | 6   | 6 | 0 | 0 | 032:600 | 5,33  | 12:0   |
| 2.  | VfB Pfullingen (N)    | 8   | 4 | 0 | 4 | 027:260 | 1,04  | 08:80  |
| 3.  | SV 03 Tübingen        | 8   | 3 | 1 | 4 | 019:170 | 1,12  | 07:90  |
| 4.  | TSV Eningen           | 6   | 2 | 1 | 3 | 010:140 | 0,71  | 05:70  |
| 5.  | Sportfreunde Tübingen | 8   | 2 | 0 | 6 | 016:410 | 0,39  | 04:12  |

| (N) | Aufsteiger aus den Kreisklassen |

### Staffel Esslingen
Kreuztabelle
| 1939/40                | ESS | NÜR | OBE | MET | KIR | PLO |
| ---------------------- | --- | --- | --- | --- | --- | --- |
| Sportfreunde Esslingen |     | 4:3 | 1:1 | 1:4 | 3:2 | 5:1 |
| FV 09 Nürtingen        | 1:0 |     | 5:5 | 3:2 | 4:3 | 6:2 |
| VfB Oberesslingen      | 2:4 | 0:4 |     |     | 5:2 | 9:0 |
| FV 1912 Mettingen      | 2:2 | 4:1 | 1:2 |     | 3:0 | 1:1 |
| VfB Kirchheim          | 2:4 | 7:4 | 2:2 | 2:2 |     | 4:3 |
| FV Plochingen          | 4:5 | 0:4 | 3:3 |     | 0:1 |     |

Abschlusstabelle
| Pl. | Verein                     | Sp. | S | U | N | Tore    | Quote | Punkte |
| --- | -------------------------- | --- | - | - | - | ------- | ----- | ------ |
| 1.  | Sportfreunde Esslingen (M) | 10  | 6 | 2 | 2 | 029:220 | 1,32  | 14:60  |
| 2.  | FV 09 Nürtingen            | 10  | 6 | 1 | 3 | 035:270 | 1,30  | 13:70  |
| 3.  | VfB Oberesslingen          | 9   | 3 | 4 | 2 | 029:220 | 1,32  | 10:80  |
| 4.  | FV 1912 Mettingen (N)      | 8   | 3 | 3 | 2 | 019:120 | 1,58  | 09:70  |
| 5.  | VfB Kirchheim              | 10  | 3 | 2 | 5 | 025:300 | 0,83  | 08:12  |
| 6.  | FV Plochingen              | 9   | 0 | 2 | 7 | 014:380 | 0,37  | 02:16  |

| (M) | Vorjahresmeister                |
| (N) | Aufsteiger aus den Kreisklassen |

### Finale Zollern
| Datum         |                        | Ergebnis |                        |
| ------------- | ---------------------- | -------- | ---------------------- |
| 23. Juni 1940 | SSV Reutlingen 05      | 2:3      | Sportfreunde Esslingen |
| 30. Juni 1940 | Sportfreunde Esslingen | 3:1      | SSV Reutlingen 05      |
| Gesamt:       | SSV Reutlingen         | 3:6      | Sportfreunde Esslingen |

## Abteilung 4 Schwarzwald

### Staffel Schwarzwald
| 1939/40             | SV Spaichingen | VfR Schwenningen | SC Schwenningen | TUT | OBE | SpVgg 08 Schramberg | ROT | SpVgg Trossingen | AIS |
| ------------------- | -------------- | ---------------- | --------------- | --- | --- | ------------------- | --- | ---------------- | --- |
| SV Spaichingen      |                | 2:4              | 2:2             | 1:0 | 8:3 |                     | 3:0 |                  |     |
| VfR Schwenningen    | 0:3            |                  | 2:0             | 4:0 | 1:1 | 7:1                 | 2:0 |                  |     |
| SC Schwenningen     | 7:1            |                  |                 |     | 2:0 | 4:1                 | 6:1 |                  | 3:0 |
| FV Tuttlingen       | 1:4            | 1:4              | 3:0             |     | 4:2 |                     | 1:0 | 1:1              |     |
| SpVgg Oberndorf     | 1:2            | 1:1              | 4:1             | 0:2 |     | 2:0                 |     |                  |     |
| SpVgg 08 Schramberg | 0:2            | 3:1              |                 |     |     |                     | 5:2 | 2:1              |     |
| FV Rottweil         | 3:5            | 1:4              | 3:5             | 3:2 | 0:3 | 1:3                 |     |                  | 2:1 |
| SpVgg Trossingen    | 3:4            |                  |                 |     |     |                     |     |                  |     |
| TSV Aistaig         |                |                  |                 |     |     |                     |     | 3:8              |     |

Abschlusstabelle
| Pl. | Verein               | Sp. | S | U | N  | Tore    | Quote | Punkte |
| --- | -------------------- | --- | - | - | -- | ------- | ----- | ------ |
| 1.  | SV Spaichingen       | 11  | 8 | 1 | 2  | 033:210 | 1,57  | 17:50  |
| 2.  | VfR Schwenningen (M) | 11  | 7 | 2 | 2  | 030:130 | 2,31  | 16:60  |
| 3.  | SC Schwenningen      | 9   | 5 | 1 | 3  | 027:170 | 1,59  | 11:70  |
| 4.  | FV Tuttlingen        | 9   | 4 | 0 | 5  | 014:180 | 0,78  | 08:10  |
| 5.  | SpVgg Oberndorf      | 10  | 3 | 2 | 5  | 017:210 | 0,81  | 08:12  |
| 6.  | SpVgg 08 Schramberg  | 7   | 3 | 0 | 4  | 013:190 | 0,68  | 06:80  |
| 7.  | FV Rottweil (N)      | 11  | 1 | 0 | 10 | 014:390 | 0,36  | 02:20  |
| 8.  | SpVgg Trossingen a   | 0   | 0 | 0 | 0  | 000:000 | 1,00  | 0:0    |
| 9.  | TSV Aistaig b        | 0   | 0 | 0 | 0  | 000:000 | 1,00  | 0:0    |

| (M) | Vorjahresmeister                |
| (N) | Aufsteiger aus den Kreisklassen |

### Staffel Hohenzollern
Aus der Staffel Hohenzollern sind nur wenige Ergebnisse überliefert. Der FV 07 Ebingen gewann die Staffel und qualifizierte sich somit für das Abteilungsfinale. Weitere Teilnehmer waren die Fußballgesellschaft Hechingen, der FC Tailfingen, sowie die beiden Kreisligaaufsteiger Spvgg Truchtelfingen und FC Onstmettingen

### Finale Schwarzwald
| Datum         |                | Ergebnis |                |
| ------------- | -------------- | -------- | -------------- |
| 30. Juni 1940 | SV Spaichingen | 2:1      | FV Ebingen     |
| 7. Juli 1940  | FV Ebingen     | 2:6      | SV Spaichingen |
| Gesamt:       | SV Spaichingen | 8:3      | FV Ebingen     |

## Abteilung 5 Alb

### Staffel Rosenstein
Kreuztabelle
| 1939/40                    | WAS | Normannia Gmünd | UKO | HUS  | MER | VfL Heidenheim |
| -------------------------- | --- | --------------- | --- | ---- | --- | -------------- |
| FV Viktoria Wasseralfingen |     | 3:1             | 3:4 | 2:2  | 3:2 | 5:1            |
| 1. FC Normannia Gmünd      | 1:8 |                 | 3:0 | 3:0  | 7:0 |                |
| FV Unterkochen             | 1:0 | 2:9             |     | 2:0  | 2:0 | 8:2            |
| SV Hussenhofen             | 1:1 | 0:1             | 3:1 |      | 2:1 |                |
| TSG Mergelstetten          | 1:2 |                 | 8:1 | 11:0 |     |                |
| VfL Heidenheim             | 4:4 |                 | 3:1 | 0:3  | 2:5 |                |

Abschlusstabelle
| Pl. | Verein                         | Sp. | S | U | N | Tore    | Quote | Punkte |
| --- | ------------------------------ | --- | - | - | - | ------- | ----- | ------ |
| 1.  | FV Viktoria Wasseralfingen (N) | 10  | 5 | 3 | 2 | 031:180 | 1,72  | 13:70  |
| 2.  | 1. FC Normannia Gmünd          | 7   | 5 | 0 | 2 | 025:130 | 1,92  | 10:40  |
| 3.  | FV Unterkochen (N)             | 10  | 5 | 0 | 5 | 022:310 | 0,71  | 10:10  |
| 4.  | SV Hussenhofen (N)             | 9   | 3 | 2 | 4 | 011:220 | 0,50  | 08:10  |
| 5.  | TSG Mergelstetten              | 8   | 3 | 0 | 5 | 028:190 | 1,47  | 06:10  |
| 6.  | VfL Heidenheim                 | 6   | 1 | 1 | 4 | 012:260 | 0,46  | 03:90  |

| (N) | Aufsteiger aus den Kreisklassen |

### Staffel Staufen
Kreuztabelle
| 1939/40              | 1. FC Eislingen | GEI | FC Donzdorf | FV Vorwärts Faurndau | 1. Göppinger SV | UHI |
| -------------------- | --------------- | --- | ----------- | -------------------- | --------------- | --- |
| 1. FC Eislingen      |                 | 6:1 | 3:0         | 2:0                  | 8:4             | 3:0 |
| FV Geislingen        |                 |     | 4:0         | 11:0                 | 2:3             | 2:1 |
| 1. FC Donzdorf       | 2:2             | 1:4 |             | 2:4                  | 5:2             | 3:2 |
| FV Vorwärts Faurndau | 1:5             | 2:2 | 3:5         |                      | 2:14            | 4:2 |
| 1. Göppinger SV      | 1:2             | 1:2 |             | -:+                  |                 | 4:0 |
| FC Uhingen           | 2:3             | 2:2 |             | 4:3                  | 3:2             |     |

Abschlusstabelle
| Pl. | Verein                   | Sp. | S | U | N | Tore    | Quote | Punkte |
| --- | ------------------------ | --- | - | - | - | ------- | ----- | ------ |
| 1.  | 1. FC Eislingen          | 9   | 8 | 1 | 0 | 034:110 | 3,09  | 17:10  |
| 2.  | FV Geislingen            | 9   | 5 | 2 | 2 | 030:160 | 1,88  | 12:60  |
| 3.  | 1. FC Donzdorf (N)       | 8   | 3 | 1 | 4 | 018:240 | 0,75  | 07:90  |
| 4.  | FV Vorwärts Faurndau (N) | 10  | 3 | 1 | 6 | 019:470 | 0,40  | 07:13  |
| 5.  | 1. Göppinger SV          | 9   | 3 | 0 | 6 | 031:240 | 1,29  | 06:12  |
| 6.  | FC Uhingen               | 9   | 2 | 1 | 6 | 016:260 | 0,62  | 05:13  |

| (N) | Aufsteiger aus den Kreisklassen |

### Finale Alb
| Datum         |                            | Ergebnis |                            |
| ------------- | -------------------------- | -------- | -------------------------- |
| 23. Juni 1940 | FV Viktoria Wasseralfingen | 2:3      | 1. FC Eislingen            |
| 30. Juni 1940 | 1. FC Eislingen            | 5:1      | FV Viktoria Wasseralfingen |
| Gesamt:       | FV Viktoria Wasseralfingen | 3:8      | 1. FC Eislingen            |

## Abteilung 6 Bodensee-Ulm

### Staffel Bodensee
| 1939/40             | WEI | VfB Friedrichshafen | FV Ravensburg | TSG   | LAN |
| ------------------- | --- | ------------------- | ------------- | ----- | --- |
| TSV Weingarten      |     | 4:1                 | 8:0           | 5:1   | 1:1 |
| VfB Friedrichshafen | 2:4 |                     | 1:0           | 6:1   | 1:0 |
| FV Ravensburg       | 2:4 | 2:2                 |               | 1:0   | 2:1 |
| TSG Friedrichshafen | 1:4 | 3:2                 | 2:1           |       | 3:1 |
| FV Langenargen      | 2:7 | 1:3                 | 1:2           | 4:1 c |     |

Abschlusstabelle
| Pl. | Verein                  | Sp. | S | U | N | Tore    | Quote | Punkte |
| --- | ----------------------- | --- | - | - | - | ------- | ----- | ------ |
| 1.  | TSV Weingarten          | 8   | 7 | 1 | 0 | 037:100 | 3,70  | 15:10  |
| 2.  | VfB Friedrichshafen     | 8   | 4 | 1 | 3 | 018:150 | 1,20  | 09:70  |
| 3.  | FV Ravensburg (N)       | 8   | 3 | 1 | 4 | 010:190 | 0,53  | 07:90  |
| 4.  | TSG Friedrichshafen (N) | 8   | 3 | 0 | 5 | 012:240 | 0,50  | 06:10  |
| 5.  | FV Langenargen (N)      | 8   | 1 | 1 | 6 | 011:200 | 0,55  | 03:13  |

| (N) | Aufsteiger aus den Kreisklassen |

### Staffel Ulm
| 1939/40            | EIN  | RBU | OLY | EHI | SÖF |
| ------------------ | ---- | --- | --- | --- | --- |
| Eintracht Neu-Ulm  |      | 4:2 | 2:0 | 3:3 | 4:1 |
| Reichsbahn-TSV Ulm | 0:8  |     | 5:1 | 4:2 | 3:0 |
| Olympia Laupheim   | 2:4  | 0:1 |     | 5:0 | 1:2 |
| VfL Ehingen        | 0:10 |     | 0:2 |     | 9:2 |
| TSG Söflingen      |      | 3:3 | 1:2 | 0:2 |     |

Abschlusstabelle
| Pl. | Verein                | Sp. | S | U | N | Tore    | Quote | Punkte |
| --- | --------------------- | --- | - | - | - | ------- | ----- | ------ |
| 1.  | Eintracht Neu-Ulm (N) | 7   | 6 | 1 | 0 | 035:800 | 4,38  | 13:10  |
| 2.  | Reichsbahn-TSV Ulm    | 7   | 4 | 1 | 2 | 018:180 | 1,00  | 09:50  |
| 3.  | Olympia Laupheim      | 8   | 3 | 0 | 5 | 013:150 | 0,87  | 06:10  |
| 4.  | VfL Ehingen (N)       | 7   | 2 | 1 | 4 | 016:260 | 0,62  | 05:90  |
| 5.  | TSG Söflingen (N)     | 7   | 1 | 1 | 5 | 009:240 | 0,38  | 03:11  |

| (N) | Aufsteiger aus den Kreisklassen |

### Finale Bodensee-Ulm
| Datum         |                   | Ergebnis |                   |
| ------------- | ----------------- | -------- | ----------------- |
| 23. Juni 1940 | Eintracht Neu-Ulm | 7:1      | TSV Weingarten    |
| 30. Juni 1940 | TSV Weingarten    | 0:0      | Eintracht Neu-Ulm |
| Gesamt:       | Eintracht Neu-Ulm | 7:1      | TSV Weingarten    |

## Abteilung Bodensee-Vorarlberg
Aus unbekannten Gründen nahm kein Vertreter aus Bodensee-Vorarlberg an der diesjährigen Aufstiegsrunde teil. Die Tageszeitungen aus Württemberg berichteten auch nicht über einen Spielbetrieb in diesem Gebiet. Die RSSSF veröffentlichte folgende Abschlusstabelle:
| Pl. | Verein         | Sp. | S | U | N | Tore    | Quote | Punkte |
| --- | -------------- | --- | - | - | - | ------- | ----- | ------ |
| 1.  | FC Lustenau 07 | 8   | 7 | 0 | 1 | 037:300 | 12,33 | 14:20  |
| 2.  | SV Feldkirch   | 8   | 4 | 1 | 3 | 021:220 | 0,95  | 09:70  |
| 3.  | FC Bregenz     | 8   | 3 | 0 | 5 | 012:190 | 0,63  | 06:10  |
| 4.  | TuS Dornbirn   | 8   | 3 | 0 | 5 | 016:280 | 0,57  | 06:10  |
| 5.  | VfL Lindau (N) | 8   | 2 | 1 | 5 | 014:280 | 0,50  | 05:11  |

| (N) | Aufsteiger aus den Kreisklassen |